# 1827 Atkinson
1827 Atkinson è un asteroide della fascia principale. Scoperto nel 1962, presenta un'orbita caratterizzata da un semiasse maggiore pari a 2,7084174 UA e da un'eccentricità di 0,1793873, inclinata di 4,52005° rispetto all'eclittica.
L'asteroide è dedicato all'astronomo britannico Robert d'Escourt Atkinson (1898–1982).